# Nonno Hollywood
Nonno Hollywood è un singolo del cantautore italiano Enrico Nigiotti, pubblicato il 7 febbraio 2019 come primo estratto dalla ristampa del terzo album Cenerentola e altre storie.... Il brano, scritto e composto interamente dallo stesso interprete, è stato presentato alla 69ª edizione del Festival di Sanremo andato in onda il 5 febbraio 2019 e si è classificato 10º. 

## Tracce
Download digitale
1. Nonno Hollywood – 3:46

## Classifiche
| Classifica (2019) | Posizione massima |
| ----------------- | ----------------- |
| Italia            | 11                |

## Riconoscimenti
Nel 2019 ha vinto il Premio Lunezia per il testo del brano.